# Flügel-Platterbse
Die Flügel-Platterbse (Lathyrus ochrus) ist eine Pflanzenart aus der Gattung der Platterbsen (Lathyrus) in der Unterfamilie der Schmetterlingsblütler (Faboideae).

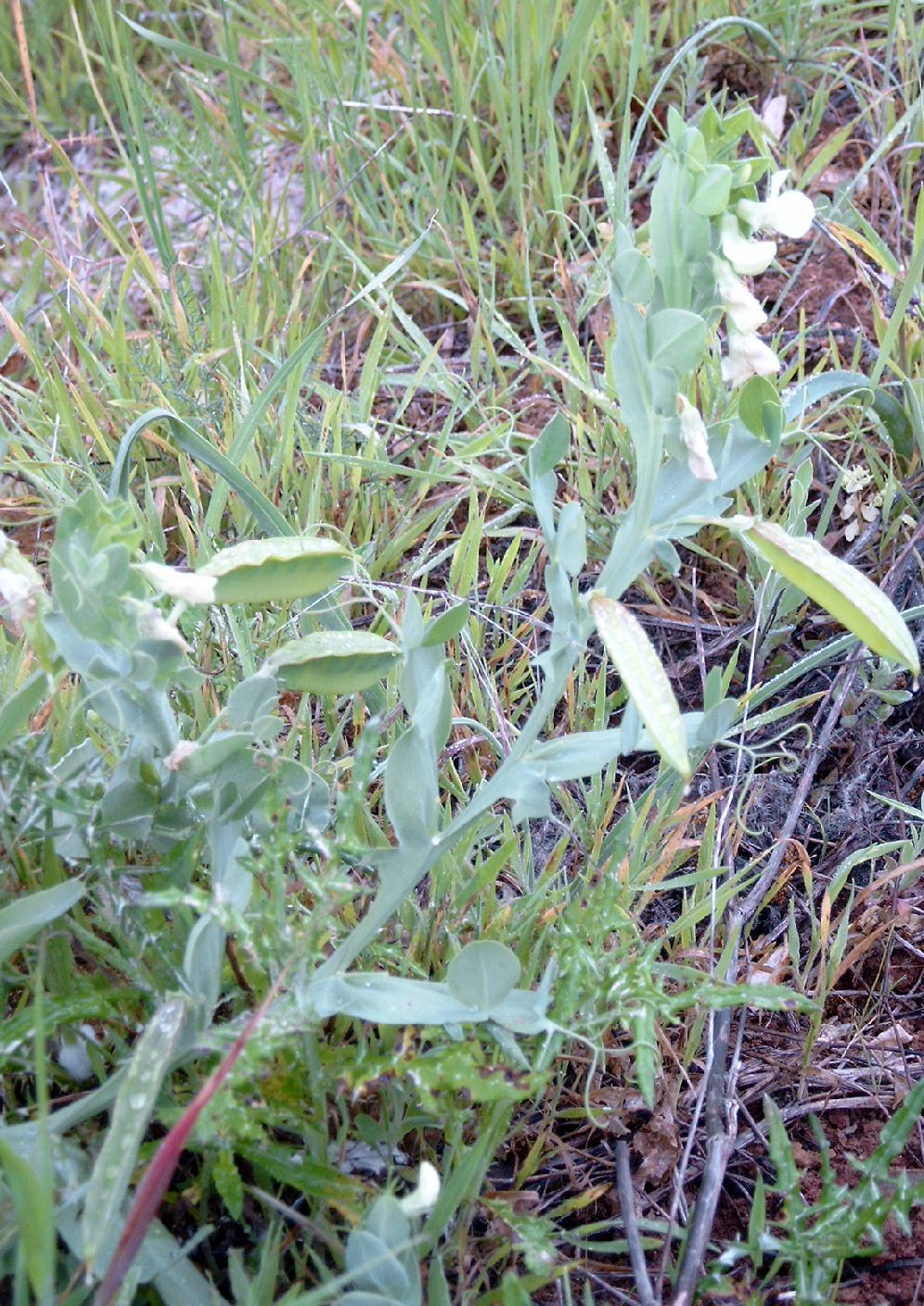
Flügel-Platterbse (Lathyrus ochrus) blühend und fruchtend

## Beschreibung

### Vegetative Merkmale
Die Flügel-Platterbse ist eine einjährige Pflanze, die 20 bis 100 Zentimeter hoch wird. Ihre Stängel sind kahl und sehr breit blaugrün geflügelt. Die Laubblätter bestehen aus einem blattartig verbreiterten, eiförmig-länglichen bis elliptischen Blattstiel (Phyllodium) und am Ende mit Ranken. Dieser Blattstiel ist 30 bis 75 Millimeter lang und 5 bis 36 Millimeter breit. Die oberen Blätter haben zusätzlich auch ein bis zwei Paare von eiförmigen Fiederblättchen. Die Sprosse sind meist relativ dicht und zweizeilig beblättert; die Internodien sind meist kürzer als die verbreiterten Blattstiele. Es sind oberseits Nebenblätter vorhanden, seitliche Spitzen am geflügelten Blattstiel.

### Generative Merkmale
Blütezeit ist März bis Juni. Die Blüten stehen einzeln oder zu zweien in Trauben. Sie sind 10 bis 45 Millimeter lang gestielt. Es sind blassgelbe Schmetterlingsblüten, die 16 bis 18 Millimeter lang sind. Die Kelchzähne sind ungleich lang, aber etwa so lang wie die Kelchröhre. Die Hülse ist kahl und trägt auf der Rückennaht zwei Flügel. Sie ist 45 bis 70 Millimeter lang und 7 bis 12 Millimeter breit und enthält etwa 8 Samen.
Die Chromosomenzahl beträgt 2n = 14.

## Vorkommen
Die Flügel-Platterbse kommt in Marokko, Algerien, Tunesien, Libyen, in der Türkei, in Syrien, im Libanon, Israel, Zypern, im Irak und in Südeuropa vor. In Europa umfasst ihr Verbreitungsgebiet die Länder Spanien, Portugal, die Balearen, Korsika, Sardinien, Sizilien, Malta, Italien, Frankreich, Albanien, das frühere Jugoslawien, Griechenland, Kreta und die Ägäis. Sie gedeiht in Getreidefeldern, in Baumkulturen und in Gräben. Auf der Iberischen Halbinsel kommt sie in Höhenlagen von 0 bis 750 Metern Meereshöhe vor.

## Taxonomie
Die Flügel-Platterbse wurde 1753 von Carl von Linné in Species Plantarum, Tomus II, S. 727 als Pisum ochrus erstbeschrieben. Die Art wurde 1805 von Augustin-Pyrame de Candolle in Lamarck & De Candolle:  Flore Française, ed. 3, vol. 4, S. 578 als Lathyrus ochrus (L.) DC. in die Gattung Lathyrus gestellt. Die Artbezeichnung ochrus hatte Linné von Caspar Bauhin übernommen.

## Ökologie
Die Flügel-Platterbse ist eine mit Hilfe ihrer Ranken kletternde Pflanze.

## Nutzung
Die Art wurde stellenweise im Mittelmeergebiet auch kultiviert.